# Kocabahçe, Kars
Kocabahçe là một xã thuộc thành phố Kars, tỉnh Kars, Thổ Nhĩ Kỳ. Dân số thời điểm năm 2010 là 829 người.